# Nice 2 Me
«Nice 2 Me», a veces escrito «Nice to Me», es un sencillo de 2023 de Piri & Tommy Villiers. Lanzada el 24 de mayo de 2023 en Polydor Records, la canción trata sobre querer ser tratado bien en una relación y recibió una recepción crítica positiva. Apareció en la lista de reproducción «Planet Rave» de Spotify y se presentó en los conciertos de Piri & Tommy y en conciertos de Piri como solista.

## Trasfondo
El 11 de enero de 2023, Clash informó que Piri y Tommy Villiers se habían separado, pero seguían siendo amigos, lanzarían música previamente grabada y planeaban trabajar juntos en el futuro. Luego aparecieron en «Feel It» de MJ Cole, que fue acreditada a «MJ Cole ft. Piri & Tommy Villiers», lanzaron su propio sencillo, «Updown», y luego, el 24 de mayo de 2023, lanzaron «Nice 2 Me», que habla de querer ser tratado bien en una relación, y fue un intento de imitar DJ Marky. La canción utiliza el Amen break.

## Recepción
Tras su lanzamiento, BBC Radio 1 lo anunció como el «record más candente» de ese día. Al revisar una interpretación de la canción como parte de un concierto del Froge.tour, Brighton & Hove News elogió su «ritmo aleatorio», mientras que Notion elogió el «ritmo de liquid DnB con infusión acústica» de la canción y los «contagiosos Amen breaks» de Villiers, y señaló que Piri «fluyó sin esfuerzo entre versos de rap y ganchos armónicos». Thefortyfive.com describió la canción como «azucarada», «una melodía veraniega ingrávida que irradia calidez y sol dorado», y señaló que Piri cantó I try not to think about the bad times / But am I just pretendin' that it's alright? 'Cause you treat me so different every night («Trato de no pensar en los malos tiempos / ¿Pero estoy solo fingiendo que está bien? Porque me tratas tan diferente cada noche») «sobre ritmos de bossa nova y drum 'n' bass deslizante». DIY elogió la letra de la canción, diciendo que «no hay para andarse con rodeos» con ella, y que el «estribillo azucarado» estaba «en la cima de ritmos rápidos, en lo que seguramente será un himno masivo para cantar este verano». Además, The Times describió la canción como una «colisión» de «jungla y bossa nova» que era «a la vez tan ligera como el aire y tan insistente como una demanda final».

## Vídeo musical y otros usos
El 24 de mayo de 2023, la pareja lanzó un vídeo con la letra del sencillo, y el 27 de mayo de 2023, Piri interpretó la canción en Radio 1 Big Weekend, donde presentó una rutina de burlesque. Además, «Nice 2 Me» apareció en la lista de reproducción «Planet Rave» de Spotify, descrita en octubre de 2021 por Pitchfork como «la lista de reproducción de más rápido crecimiento de la plataforma para el grupo demográfico de 18 a 24 años». El 20 de julio de 2023, la pareja lanzó un vídeo musical en el que aparecía baile en barra. El 13 de agosto de 2023, la canción se reprodujo en Sunday Brunch.

## Listado de pistas
1. «Nice 2 Me» (Piri y Tommy) - 2:51

Tommy Villiers Remix
1. «Nice 2 Me» (Tommy Villiers Remix) - 3:26

1. «Nice 2 Me» (acústica) - 2:30

## Personal
- Piri - voz[15]
- Tommy Villiers - producción, mezcla[15]
- Kevin Grainger – masterización[15]

## Historial de lanzamientos
| Región | Fecha               | Versión              | Formato                     | Etiqueta | Ref. |
| ------ | ------------------- | -------------------- | --------------------------- | -------- | ---- |
| Varios | 24 de mayo de 2023  | Versión original     | Descarga digital, streaming | Polidor  |      |
| Varios | 23 de junio de 2023 | Tommy Villiers Remix | Descarga digital, streaming | Polidor  |      |
| Varios | 7 de julio de 2023  | Acústico             | Descarga digital, streaming | Polidor  |      |